# Кайнар (Кокпектинський район)
Кайна́р (каз. Қайнар) — село у складі Кокпектинського району Абайської області Казахстану. Входить до складу Тассайського сільського округу.
Населення — 94 особи (2021; 131 у 2009, 265 у 1999, 351 у 1989).
Національний склад станом на 1989 рік:
- казахи — 100 %

Станом на 1989 рік село називалось Тассай, у радянські часи називалось також Ферма № 1 совхоза Більшовик.